# دونووان چک
دونووان چک (انگلیسی: Donovan Cech؛ زادهٔ ۲ مهٔ ۱۹۷۴) قایقران روئینگ اهل آفریقای جنوبی است.